# Aeroportul Kassos Island Public
Aeroportul Kassos Island Public (IATA: KSJ, ICAO: LGKS) este un aeroport din Kasos, Dodecanez, Egeea de Sud, Administrația descentralizată a Mării Egee⁠⁠(d), Grecia ce deservește zona Kasos. Aeroportul a fost tranzitat în 2022 de 2.584 de pasageri.
Situat la o altitudine de 11 m, aeroportul dispune de o singură pistă. Este operat de Hellenic Civil Aviation Authority⁠(d).